# SA Tomcar

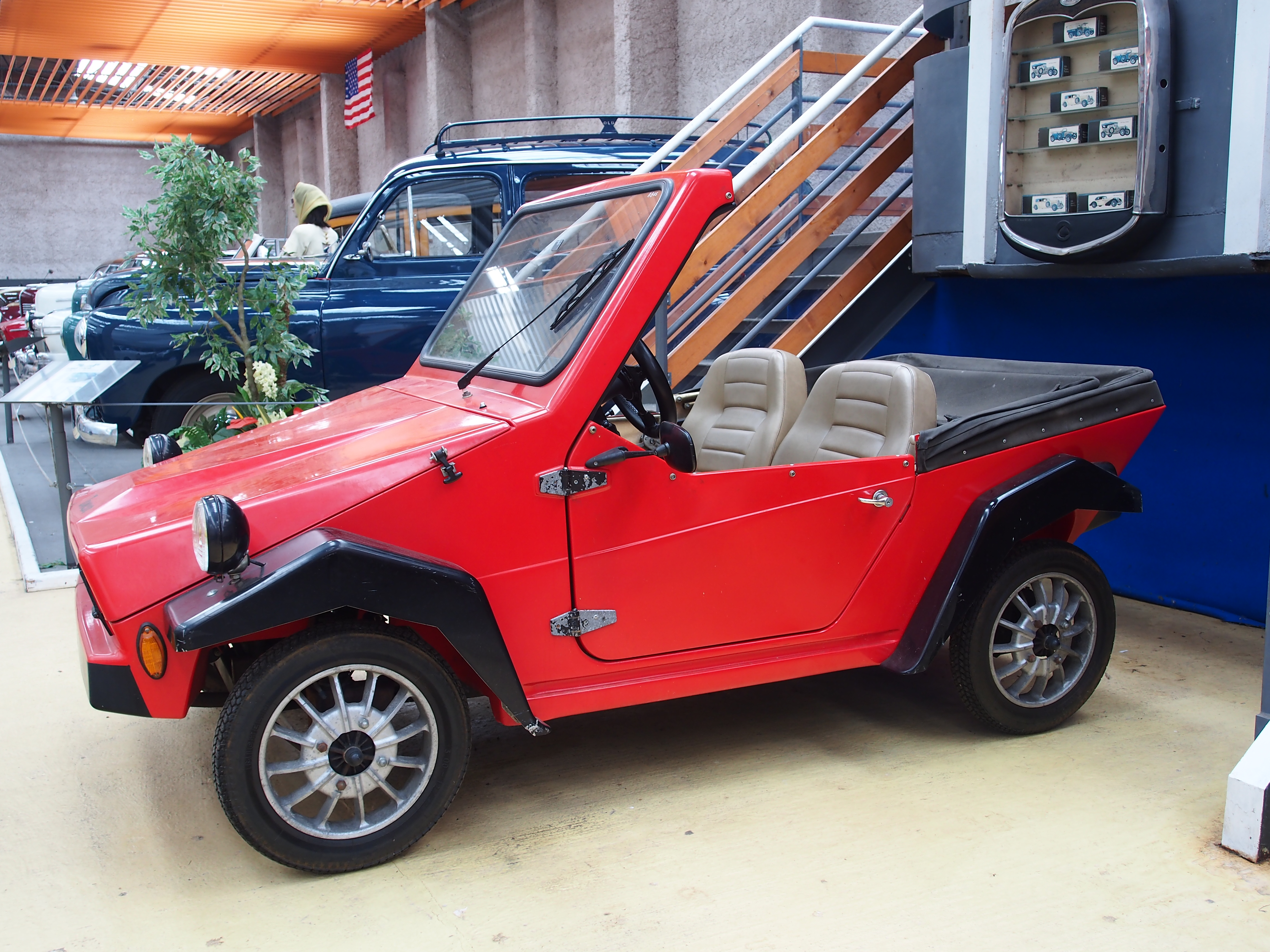
Tomcar

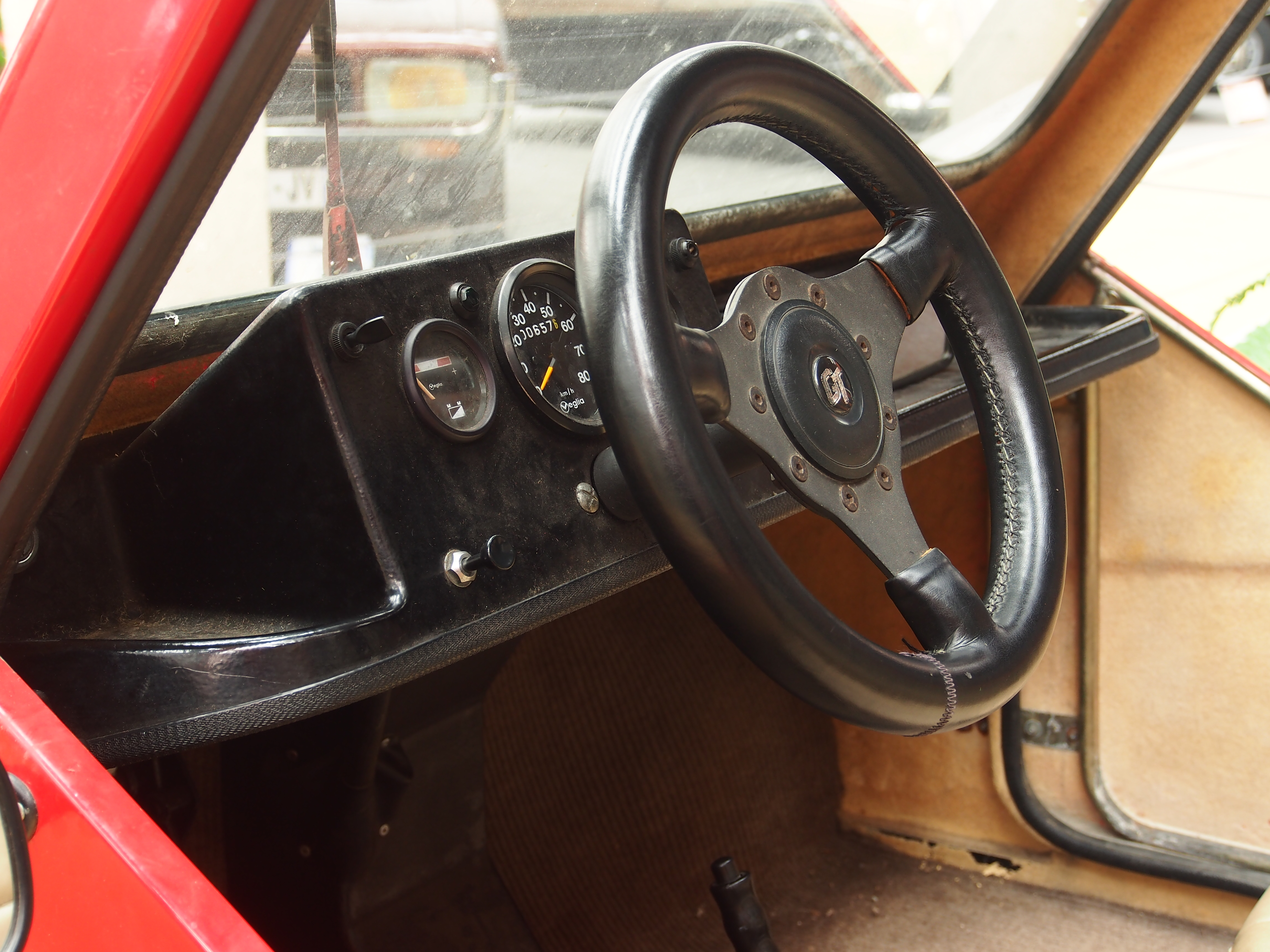
Interieur

Die SA Tomcar war ein französischer Hersteller von Automobilen.

## Unternehmensgeschichte
Das Unternehmen aus Saint-Just-en-Chaussée wurde 1981 gegründet. 1981 oder 1983 begann die Produktion von Automobilen. Der Markenname lautete Tomcar. Später erfolgte der Umzug nach Breteuil-sur-Noye. 1985 endete die Produktion. Pypper aus Spanien verwendete das Design bei seinen Prototypen im Jahre 1986.

## Fahrzeuge
Das Unternehmen stellte Kleinstwagen her. Im Angebot standen eine geschlossene Version namens Berline und ein Cabriolet. Das Fahrzeug war 246 cm lang, 129 cm breit und 132 cm hoch. Die Fahrzeuge verfügten über Frontantrieb. Zunächst stand nur ein Einzylinder-Zweitaktmotor von Peugeot mit 49 cm³ Hubraum zur Verfügung. Die Neupreise betrugen 22.600 Französische Franc für das Cabriolet und 22.900 Franc für die geschlossene Version im Oktober 1981. Später ergänzten ein Ottomotor von BCB mit 125 cm³ Hubraum sowie ein Dieselmotor von Lombardini mit 325 cm³ Hubraum das Angebot.